# Flesherton
Flesherton är en ort i kommunen Grey Highlands i den kanadensiska provinsen Ontarios sydliga del. Den grundades 1850 av militärveteranen Aaron Munshaw, Jr. som slogs sig ner i trakten och började bygga upp diligensverksamhet och en taverna, fler följde och slogs sig också ner på platsen och började bruka jorden. 1907 blev den klassificerad som ett samhälle (village). 1998 blev Flesherton ihopslagen med kommunen Artemesia Township och tre år senare slogs Artemesia Township ihop med grannkommunen Grey Highlands.
Den breder sig ut över 3,63 kvadratkilometer (km2) stor yta och hade en folkmängd på 700 personer vid den nationella folkräkningen 2011.